# スプレジアーノ
スプレジアーノ（伊: Spresiano）は、イタリア共和国ヴェネト州トレヴィーゾ県にある、人口約12,000人の基礎自治体（コムーネ）。

## 地理

### 位置・広がり

#### 隣接コムーネ
隣接するコムーネは以下の通り。
- アルカーデ
- カルボネーラ
- チマドルモ
- マレーノ・ディ・ピアーヴェ
- マゼラーダ・スル・ピアーヴェ
- ネルヴェーザ・デッラ・バッターリア
- サンタ・ルチーア・ディ・ピアーヴェ
- スゼガーナ
- ヴィッロルバ

### 気候分類・地震分類
気候分類では、zona E, 2430 GGに分類される。
また、イタリアの地震リスク階級 (it) では、zona 2 (sismicità media) に分類される。